# Polyrhaphis jansoni
Polyrhaphis jansoni là một loài bọ cánh cứng trong họ Cerambycidae.